# Пулавский, Казимир
Казимир Михаил Владислав Виктор Пулаский (в русскоязычных источниках — Пулавский, пол. Kazimierz Michał Władysław Wiktor Pułaski, пол. Kazimierz Pułaskiо файле, МФА [kaʑiˈmʲɛʂ puˈwaski]; 6 марта 1745, Варшава — 11 октября 1779, Джорджия, США) — польский шляхтич, военный деятель, один из руководителей и маршалок Барской конфедерации, генерал континентальной армии во время войны за независимость США. Считается «отцом американской кавалерии».

## Биография
Происходил из польского шляхетского рода герба Слеповрон. Старший сын старосты варецкого Юзефа Пулавского (1704—1769) и Марианны Зелинской. Занимал пост старосты варецкого. Братья Франциск Ксаверий и Антоний — известные конфедераты.
В 19 лет Пулавский поступил на военную службу. Вместе с отцом и братьями принял участие в создании Барской конфедерации. Активный участник военных действий сторонников Барской конфедерации против войск короля и союзной ему России. Чудом выжил в столкновении с отрядом Александра Васильевича Суворова: от прямого пистолетного выстрела ротмистра Кастелли Казимира своим телом прикрыл старший брат, Францишек, который был убит. Во время обороны Ченстоховы в 1770—1771 годах Пулавский проявил себя талантливым полководцем и прославился на всю Европу. В ноябре 1771 года был организатором неудачной попытки похищения короля Станислава Августа. В 1772 году после поражения конфедератов вынужден был бежать сначала в Турцию, а затем во Францию.
В конце 1775 года Пулавский встретился в Париже с Бенджамином Франклином и Сайласом Дином, которые уговорили его помочь американцам в их войне за независимость от Великобритании. Франклин дал Пулавскому рекомендательное письмо, в котором превозносил его известную на всю Европу отвагу при защите свободы своей страны. С этим письмом при финансовой помощи Дина поляк прибыл в июле 1777 года в Америку. Он присоединился к войскам Джорджа Вашингтона в качестве волонтёра незадолго до битвы при Брендивайне (11 сентября 1777 года).
В то время континентальная армия практически не имела кавалерии. Офицеры и курьеры обычно были на конях, однако остальная часть армии не умела обращаться с лошадьми. Континентальный конгресс и офицеры континентальной армии понимали необходимость кавалерии и сформировали четыре бригады драгун. Пулавский, чей кавалерийский опыт произвёл хорошее впечатление на Вашингтона, был назначен бригадным генералом, командующим конницей. Кавалерия под его началом, которую вскоре стали называть Легионом Пулавского, участвовала в сражении при Джермантауне в октябре 1777 года, однако была малоэффективной.
После зимовки в Велли-Фордж отряды Пулавского вели активную, но также малоэффективную, партизанскую борьбу с британцами на территории Пенсильвании и Нью-Джерси. Офицерам под командованием поляка было сложно понимать своего командира, так как он очень плохо владел английским. Кроме того, Пулавский отличался высокомерием, отказывался подчиняться кому-либо, кроме Вашингтона и Конгресса, и постоянно не соглашался с другими генералами в вопросах тактики и дисциплины. В результате в мае 1778 года в знак протеста Пулавский отказался от командования. Конгресс отдал Пулавскому более крупную командную должность, в октябре 1778 года поставив его командовать обороной Литл-Эгг-Харбор в Нью-Джерси, но поляк не оправдал ожиданий. Тогда Конгресс направил Пулавского на отражение угрозы со стороны индейцев в долине реки Делавэр. Вновь поляк выразил своё неудовольствие, написав 26 ноября в Конгресс, что ему не с кем сражаться, кроме медведей.
Разочарованный Пулавский собирался вернуться в Европу, но всё-таки решил помочь армии на Юге. В мае 1779 года при обороне Чарльстона Легион понёс серьёзные потери и вынужден был оставить город. В новом письме в Конгресс Пулавский жаловался на плохое отношение к нему других офицеров, но также сообщал, что остаётся верен делу борьбы за независимость. 9 октября 1779 года Пулавский повёл свой Легион в наступление под Саванной в Джорджии. Эту атаку многие воспринимали как бесполезную и безрассудную, однако она помогла ослабить давление на силы союзников-французов. Во время атаки Пулавский был ранен в поясницу и скончался через два дня.

### Смерть и погребение
Пытаясь сплотить бежавшие французские войска во время кавалерийской атаки, Пулавский был смертельно ранен. Он был перенесен с поля боя и взят на борт каперского судна «Оса» из Южной Каролины под командованием капитана Сэмюэля Бульфинча, где умер два дня спустя, так и не придя в сознание. Его героическая смерть, которой восхищались американские патриоты, ещё больше повысила его репутацию в Соединённых Штатах.
Исторические сведения о времени и месте захоронения Пулавского значительно различаются. Согласно свидетельствам нескольких современников, в том числе адъютанта Пулавского, 21 октября 1779 года, спустя некоторое время после того, как генерал был похоронен в море, ему установили в Чарльстоне кенотаф. Однако другие свидетели, в том числе капитан Самуил Булфинч, утверждали, что раненый Пулавский впоследствии был доставлен на плантацию Гринвич в городе Тандерболт, недалеко от Саванны, где скончался и был похоронен.
В марте 1825 года во время своего грандиозного турне по США Лафайет лично заложил краеугольный камень для памятника Казимиру Пулавскому в Саванне, штат Джорджия. Останки на площади Монтерея в этом городе, предположительно принадлежащие Пулавскому, были эксгумированы в 1996 году, после чего была проведена судебно-медицинская экспертиза. Восьмилетнее обследование, включая анализ ДНК, закончилось безрезультатно, хотя скелет соответствует возрасту и профессии Пулавского. Зажившая рана на лбу согласуется с историческими записями о травме, полученной Пулавским в бою, а также о дефекте кости на левой скуле, предположительно вызванном доброкачественной опухолью. У скелета также были некоторые женские черты, что привело к предположению, что Пулавский, вероятно, был интерсексуален. Останки были перезахоронены с воинскими почестями в 2005 году.

## Наследие
Хотя Пулавский во время войны за независимость США потерпел больше поражений, чем одержал побед, и не смог привить американцам свои идеи по организации кавалерии, заложенные им принципы со временем привились в американской армии. Поскольку он был первым командующим конными частями армии США, его называют «Отцом американской кавалерии».
Его имя носит один из городов Виргинии. В 2009 году американский конгресс присвоил Пулавскому звание почётного гражданина США.
Его дочь, рождённая в Америке, была матерью кутаисского губернатора Н. П. Колюбакина.

## В культуре

### В кинематографе
В 2019 году телеканал Smithsonian Channel выпустил документальный сериал «America’s Hidden Stories», шестая серия которого, «Генерал был женщиной?» (англ. «The General Was Female?»), посвящена Казимиру Пулавскому. В ней рассматривается теория о том, что Казимир Пулавский был интерсексом.